# 日野義順
日野 義順（ひの ぎじゅん）は江戸時代末期の武士、明治時代の政治家、教育者、殖産家。八王子千人同心組頭、彰義隊小隊長、日野町長を務めた。

## 生涯
天保10年（1839年）6月13日、教育者の日野義貴の子として生まれる。
慶応4年5月15日（1868年7月4日）の上野戦争では、八王子千人同心解散後に彰義隊に小隊長として参加。敗れて官軍に捕らえられた。この時に罪に問われたのは河野仲次郎と日野義順のみ。
明治6年（1873年）、日野宿の普門寺（日野市）境内の日野学校（現在の日野市立日野第一小学校）初代校長を務める。明治33年（1900年）には日野町長となる。この間、養蚕研究の扶桑社の社長、東京府農会議員などをつとめた。
大正5年（1916年）4月18日死去。78歳。